# Gustav Wall
Gustav Alexander Wall, född 18 november 1985 i Malmö, är en svensk filmkompositör.
Han är utbildad i musik- och ljuddesign på Linnéuniversitetet samt i komposition till film på Fridhems Folkhögskola i Svalöv.[källa behövs]

## Filmografi (i urval)
- 2011 – Dagar emellan (kortfilm)
- 2015 – Ghost Rockets
- 2015 – Blodssystrar
- 2022 – Fosterfamiljen